# Heritiera impressinervia
Heritiera impressinervia är en malvaväxtart som beskrevs av André Joseph Guillaume Henri Kostermans. Heritiera impressinervia ingår i släktet Heritiera och familjen malvaväxter. Inga underarter finns listade i Catalogue of Life.